# Bug Meridional
El Bug Meridional, o simplemente Bug, también llamado Buh o Bog (en ucraniano: Південний Буг, Pivdennyi Buh, que corresponde al antiguo Hipanis en griego clásico), es un importante río de Europa oriental. Nace en los altos de Podolia, a unos 145 km de la frontera polaco-ucraniana y discurre hacia el sureste hasta desembocar en el mar Negro. Su longitud es de 806 km, y drena una cuenca hidrográfica de 63 700 km².
Las principales ciudades por las que atraviesa son Jmelnitsky, Vínnitsa, Pervomaisk y Nicolaiev. Su afluente más importante es el Inhul, con 354 km y una cuenca de 9890 km².
Es conocido por su tráfico comercial entre Ucrania y el mar Negro. 